# Мошна, Йиндржих
Йиндржих Мошна (чеш. Jindřich Mošna; 1 августа 1837, Прага, Австрийская империя — 6 мая 1911, Прага) — чешский актёр. Один из основоположников национальной реалистической актёрской школы.

## Биография

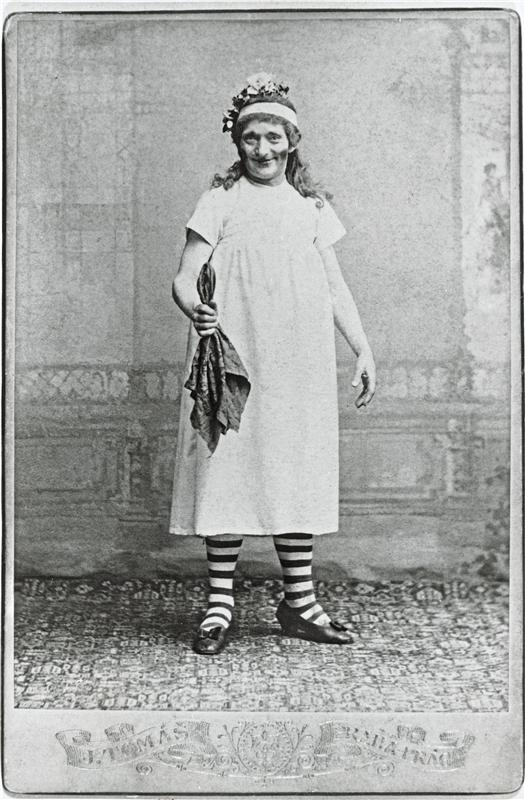
Й. Мошна в спектакле «Сон в летнюю ночь» Шекспира

Родился в семье ремесленника. Был подмастерием латунщика. Работая на фабрике в Вене, увлёкся театром. Играл второстепенные роли в венском театре. В 1856—1859 гг. выступал уже как профессиональный актёр, гастролировал по Австрии с передвижной труппой.
В 1859 году вернулся в Прагу. С 1860 года играл в чешских провинциальных городах. Со временем прославился как комик. В 1864 году поступил в коллектив Временного театра, ставшего позже Пражским Национальным театром) и стал одним из самых популярных актёров своего времени и ведущим комедийным актером.
Выступал в драме, опере, оперетте. После открытия в 1883 году пражского Национального театра работал в нём, был активным пропагандистом реалистического репертуара (играл Тетерева в «Мещанах» Горького, поставил «Женитьбу» Гоголя). Играл в комедиях Шекспира, Гоголя, Чехова, был непревзойденным Гарпагоном в «Скупом» Мольера, известен и как блестящий пародист. Благодаря Мошне в репертуар Национального театра вошли произведения чешских драматургов.

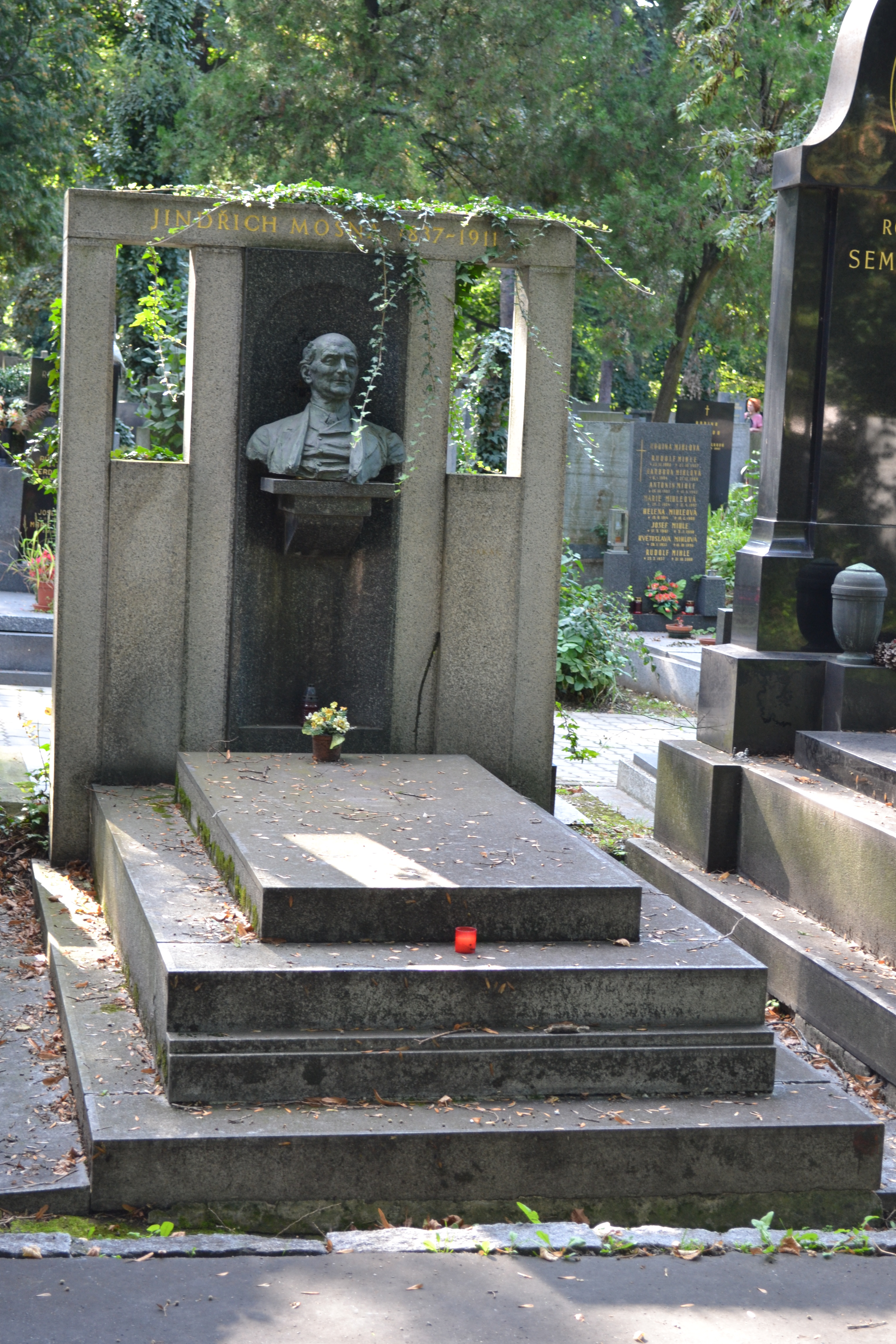
Могила Й. Мошны на Ольшанском кладбище

Некоторые чешские драматурги писали роли специально для Мошны: Лизал («Мариша» братьев А. и В. Мрштиков), Дивишек, Грушка («Отец», «Войнарка» Ирасека и др.). Демократическая публика видела в Й. Мошне своего актёра, глубоко чувствовала правду его искусства. Мошна был самым популярным актером чешской сцены второй половины XIX — начала XX веков. «Нет актера, которого бы так любили широкие слои народного зрителя, как любили они Мошну»,- отмечали современники.
Оказал большое влияние на новое театральное поколение — Г. Квапилову, Э. Войну, М. Гюбнерову. Демократические традиции, заложенные им, со временем прочно утвердились в чешском сценическом искусстве.
Похоронен в Праге на Ольшанском кладбище.